# Melanopopillia dinghuensis
Melanopopillia dinghuensis är en skalbaggsart som beskrevs av Lin 1980. Melanopopillia dinghuensis ingår i släktet Melanopopillia och familjen Rutelidae. Inga underarter finns listade i Catalogue of Life.